# Helminthophis flavoterminatus
Helminthophis flavoterminatus là một loài rắn trong họ Anomalepididae. Loài này được Peters mô tả khoa học đầu tiên năm 1857. Chúng là loài đặc hữu của Colombia và Venezuela.